# Rachispoda breviceps
Rachispoda breviceps – gatunek muchówki z rodziny Sphaeroceridae i podrodziny Limosininae.
Gatunek ten opisany został w 1855 roku przez Christiana Stenhammara jako Limosina breviceps.
Muchówka o ciele długości od 1,5 do 2 mm. Głowa w widoku bocznym ma wyraźnie wystające za obrys oka złożonego czoło i  twarz. Aristy porośnięte są włoskami o długości większej niż trzeci człon czułków. Tułów jej cechuje się: pierwszą parą szczecinek śródplecowych skierowaną ku górze i ku linii środkowej śródplecza, nagą tarczką z sześcioma szczecinkami wzdłuż tylnego brzegu, brakiem przed szwem poprzecznym dużych szczecinek środkowych grzbietu i mikrowłosków między nimi. Skrzydła mają szczecinki na pierwszym sektorze żyłki kostalnej 3–4 razy dłuższe niż na drugim jej sektorze. Środkowa para odnóży ma pierwszy człon stopy z długą szczecinką na spodzie, zaś brzuszną stronę goleni pozbawioną szczecinki wierzchołkowej, ale wyposażoną w szczecinkę przedwierzchołkową i jedną szczecinką anterowentralną pośrodku. Tylna para odnóży ma u samca na spodzie uda długie szczecinki nasadowe.
Owad znany z Norwegii, Szwecji, Finlandii, Niemiec, Danii, Polski, Czech, Słowacji, Węgier, Włoch, Serbii i Czarnogóry. Niepewne doniesienia o jego występowaniu pochodzą z Francji i Beneluxu.